# Hegyi kea
A hegyi kea, más néven kea ([ˈkiː.ə]; Māori: [kɛ.a]; Nestor notabilis) a papagájalakúak (Psittaciformes) rendjébe és a bagolypapagáj-félék (Strigopoidea) öregcsaládjába tartozó faj. Új-Zéland Déli-szigetének erdős és alpesi régióiban honos. Körülbelül 48 centiméter hosszú; többnyire olajzöld színű, szárnyai alatt ragyogó narancssárga színezettel. Nagy és keskeny, ívelt szürke-barna felső csőrrel rendelkezik. A kea a világ egyetlen alpesi papagája. Mindenevő, egyben dögevő, de főként gyökerekkel, levelekkel, bogyókkal, nektárral és rovarokkal táplálkozik. Ma már nem gyakori, mert a keát egykor a juhtenyésztő közösség aggályai miatt jutalom ellenében ölték le; attól tartottak, hogy a madarak megtámadják az állatállományt, különösen a juhokat. Teljes körű védelmet csak 1986-ban kapott. A kea a Természetvédelmi Világszövetség Vörös Listáján a veszélyeztetett fajok között szerepel. A csökkenő egyedszámú fajnak kb. 4000 példánya él vadon.
A kea üregekben, vagy fák gyökerei közti hasadékokban fészkel. A keák ismertek intelligenciájukról és kíváncsiságukról; mindkettő létfontosságú a zord hegyvidéki környezetben való túléléshez. A kea képes logikai rejtvények megoldására, például tárgyak eltolására és elhúzására adott sorrendben, hogy így élelemhez jusson, illetve egy bizonyos cél elérése érdekében képes az együttműködésre.

## Taxonómiája és elnevezése
A keát John Gould ornitológus írta le 1856-ban. A specifikus jelzője, a latin notabilis kifejezés azt jelenti „figyelemre méltó”. Közönséges neve a maoriból származik, feltehetőleg a madár sivítására utal. A kea kifejezés az angol nyelvben egyes és többes számban is használatos.
A Nestor nemzetségbe négy faj tartozik: a parti kea vagy maori nevén kākā (Nestor meridionalis), a hegyi kea (N. notabilis), a 19. század közepén kihalt norfolki kea (N. productus) és a néhány évszázaddal korábban kipusztult chathami kea (N. chathamensis). Mind a négyről feltételezik, hogy egy „ős-kākā”-ból (proto-kākā) ered, amely Új-Zéland erdeiben élt ötmillió évvel ezelőtt.
A Nestor madárnem képviselőinek legközelebbi élő (recens) rokona a világ egyik legritkább madara, az éjszakai életmódú kākāpō (Strigops habroptila). Ezek együtt alkotják a bagolypapagáj-szerűeket (Strigopoidea), egy ősi csoportot, amely minden más papagájalakútól (Psittaciformes) elkülönült még szétterjedésük előtt.
A keák csoportosulását, összegyűlését cirkusznak nevezik.

## Megjelenése

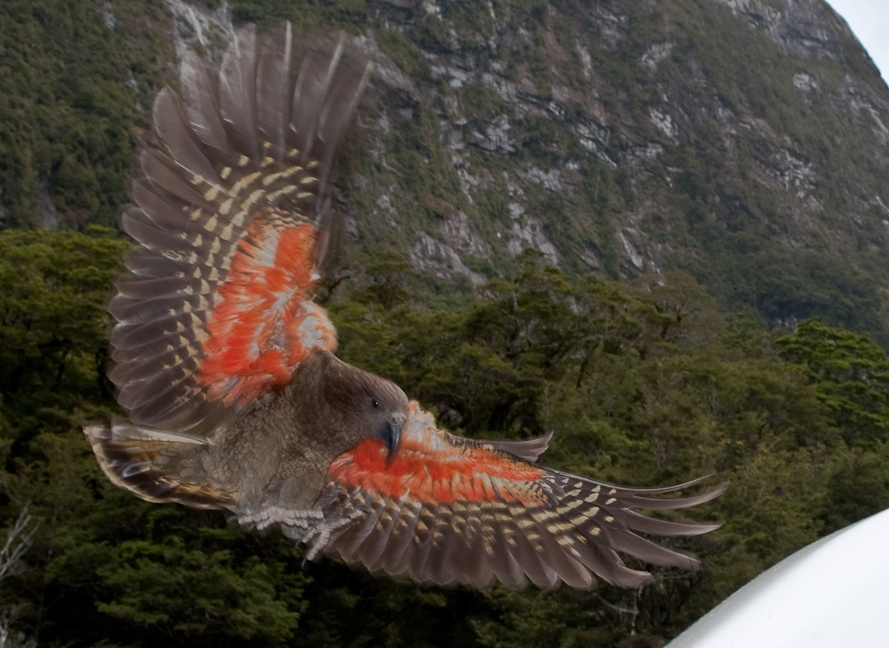
Repülés közben narancsos tollak figyelhetők meg a szárnyak alatt

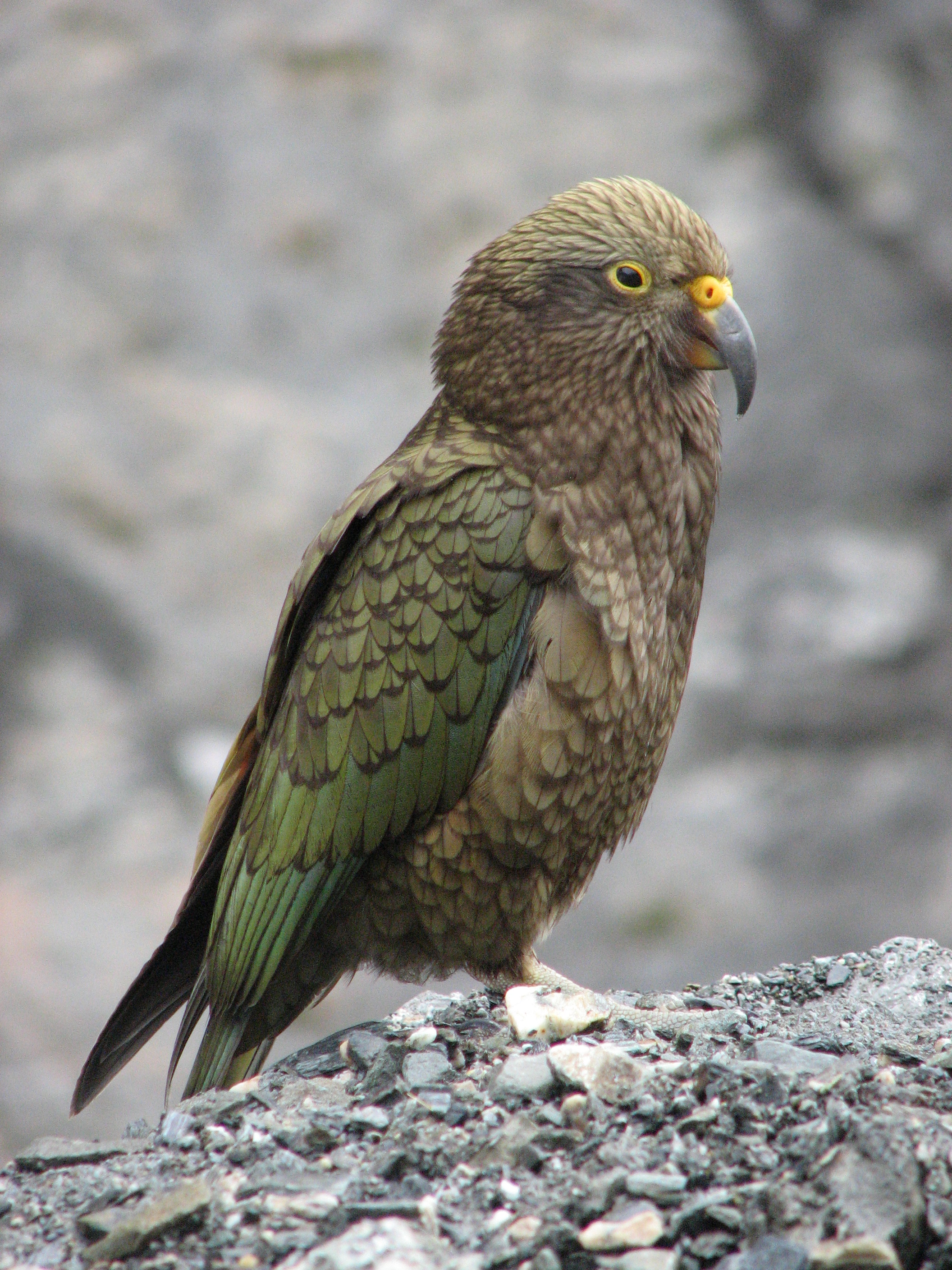
A fiatalok viaszhártyája és a szemük körüli terület sárga színű, alsó csőrük narancssárga, lábaik szürke-sárga színűek

A kea zömök testű papagáj, testhossza mintegy 48 centiméter, testtömege pedig 0,8–1 kilogramm. Szárnyfesztávolsága körülbelül 90 cm. Tollazata barna és sötétzöld. Csőre szürke színű, hosszú és keskenyen ívelt, kihegyesedő. A felnőtt madarak írisze sötétbarna; a viaszhártya és a lábak szürkések. A szárny alsó részén narancssárga-halványpiros tollakkal rendelkezik. A madár fején, oldalt lévő tollak olajzöld-barna, a háton és a farok felső részén lévők narancssárga-piros színűek; a külső szárny néhány tolla tompa kék. Farka rövid és széles, kékeszöld színű fekete heggyel. A farok csúcsán és a farok belső oldalán lévő tollak keresztirányban, sárgás-narancsos csíkozásúak. A hím körülbelül 5%-kal hosszabbra nő, mint a nőstény; valamint a hím felső csőre is 12–14%-kal hosszabb, mint a nőstényé. A fiatalok általában hasonlítanak felnőtt példányokra, de viaszhártyájuk (cere) és a szemük körüli rész (eyering) sárga; valamint alsó csőrük narancssárga, és lábaik szürke-sárga színűek.

## Megoszlása és élőhelye
A kea az Új-Zélandon őshonos tíz papagájfaj egyike. A többi szárazföldi fajok, a parti kea (Nestor meridionalis), a bagolypapagáj vagy kākāpō (Strigops habroptila) és három kecskepapagájfaj: az aranyfejű kecskepapagáj (Cyanoramphus auriceps) vagy maori nevén kākāriki, a pirosfejű kecskepapagáj (Cyanoramphus novaezelandiae) és a Malherbe-kecskepapagáj (Cyanoramphus malherbi). 
A további új-zélandi papagájfajok a Chatham-szigeteken őshonos Chathami kecskepapagáj (Cyanoramphus forbesi) és a kihalt chathami kea (Nestor chathamensis); valamint az Ellenlábas-szigeteken élő Antipodes-kecskepapagáj (Cyanoramphus unicolor) és a Hochstetter-kecskepapagáj (Cyanoramphus hochstetteri). Egy máig besorolatlan kecskepapagáj is élt a Campbell-szigeten, de 1840-ben kihalt.

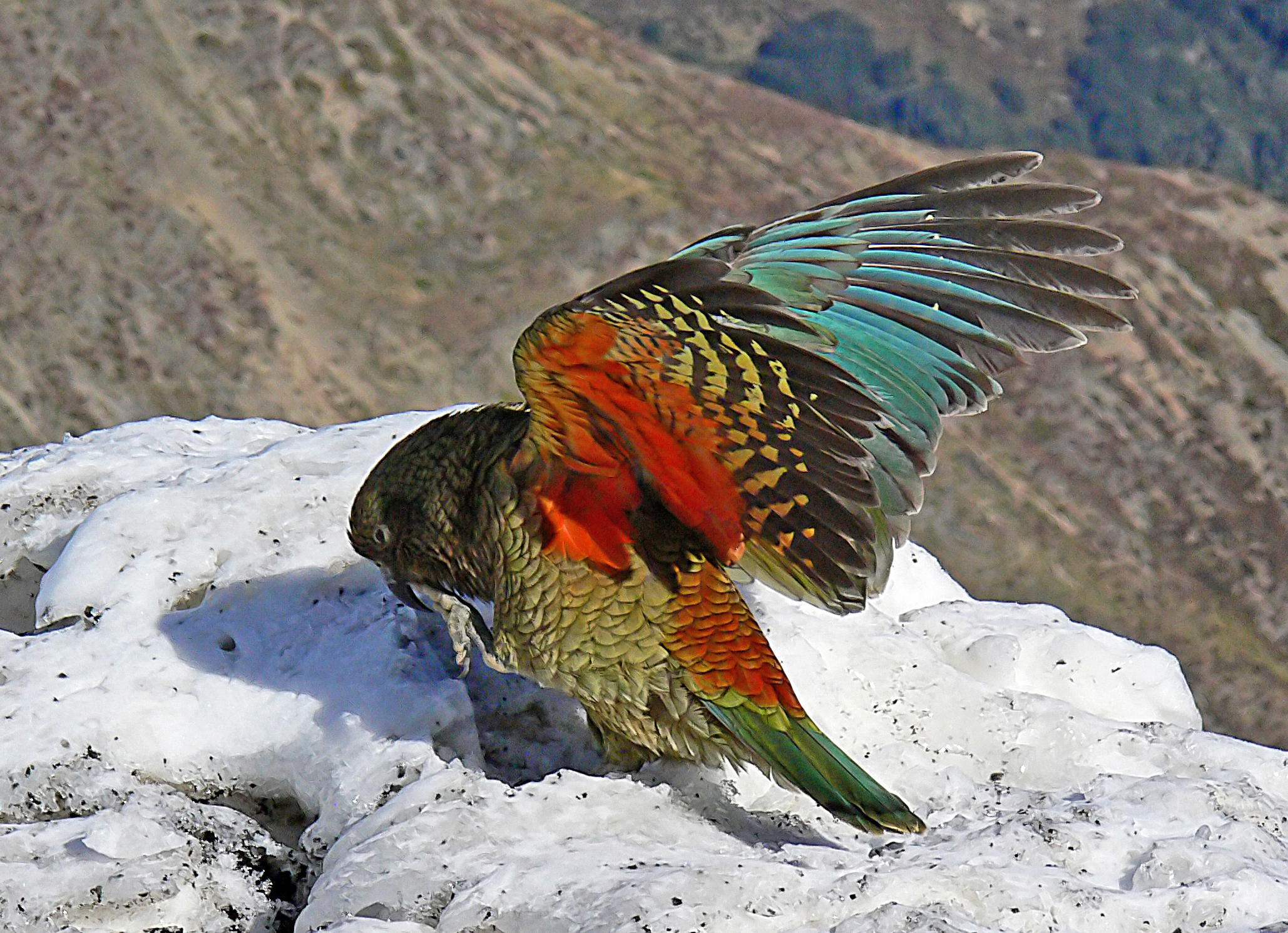
Kea színes szárnyai a saját alpesi élőhelyén

A kea élőhelye az alföldi folyóvölgyek, a nyugati part part menti erdejei és a Déli-sziget alpesi régiói – mint például az Artúr-szoros és az Aoraki/Mount Cook Nemzeti Park – között terül el; szoros kapcsolatban maradva a délibükk (Nothofagus) erdőkkel az alpesi gerincen. Eltekintve az alkalmi csavargóktól, a kea nem található meg az Északi-szigeten, bár fosszilis bizonyítékok azt sugallják, hogy több mint 10 000 évvel ezelőtt élt ott egy populáció.
A populáció méretét 1986-ban 1000 és 5000 példány közöttire becsülték, összehasonlításképpen egy 1992-es becslés 15 000 egyeddel számolt. Mindkét becslés erősen függ a megtett feltételezésektől. A kea széleskörűen elterjedt, nagyrészt megközelíthetetlen területeken, ez akadályozza meg a pontos becslést.

## Kapcsolata az emberekkel
A kea hírhedt vizsgálási és manipulálási vágyáról, amely a madarat kártevővé avanzsálja az állandó lakosok körében, és látnivalóvá teszi a turisták számára. A „hegyek bohóca” megvizsgálja a hátizsákokat, a csizmákat vagy akár az autókat, gyakran okozva bennük kárt, vagy repülve el kisebb tárgyakkal.

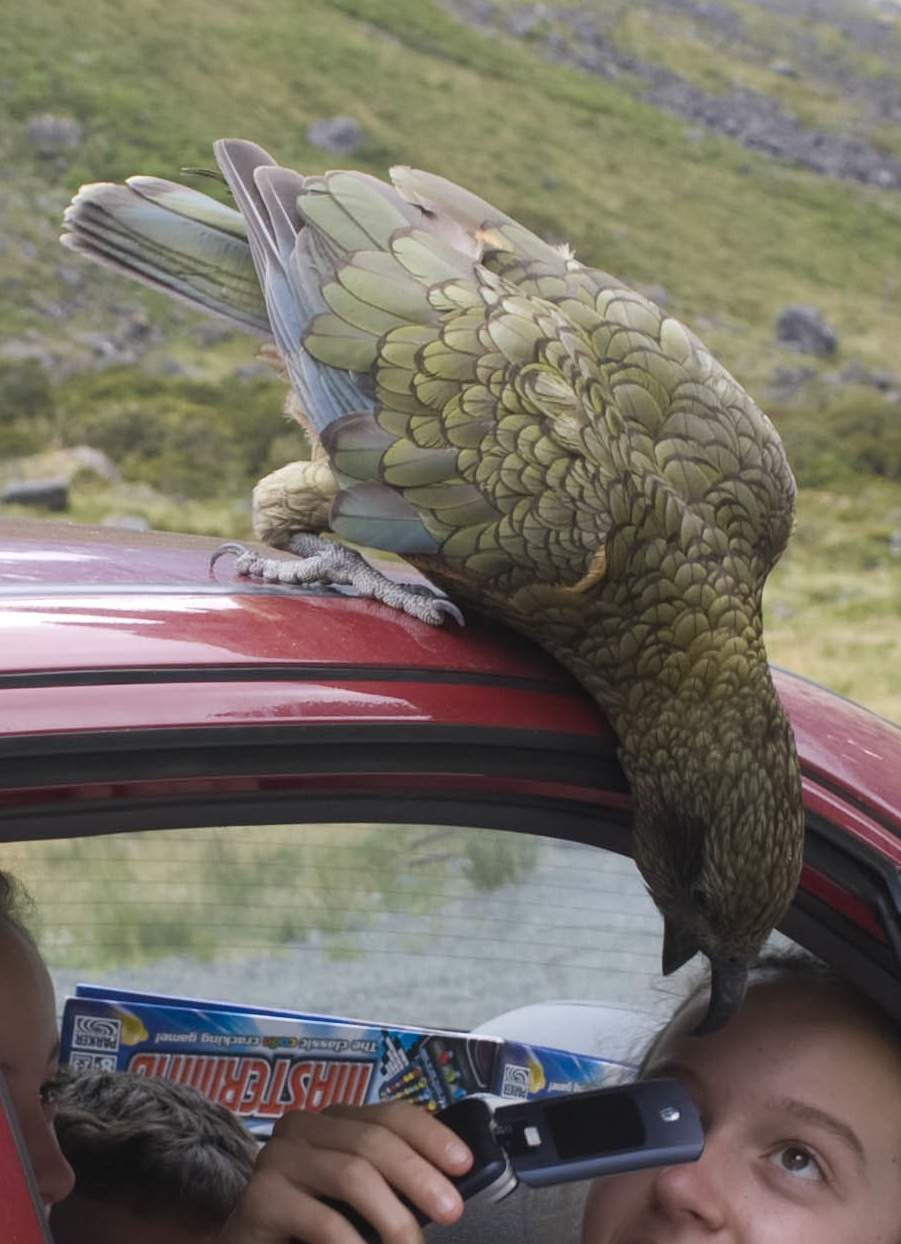
Kea turistákat figyel

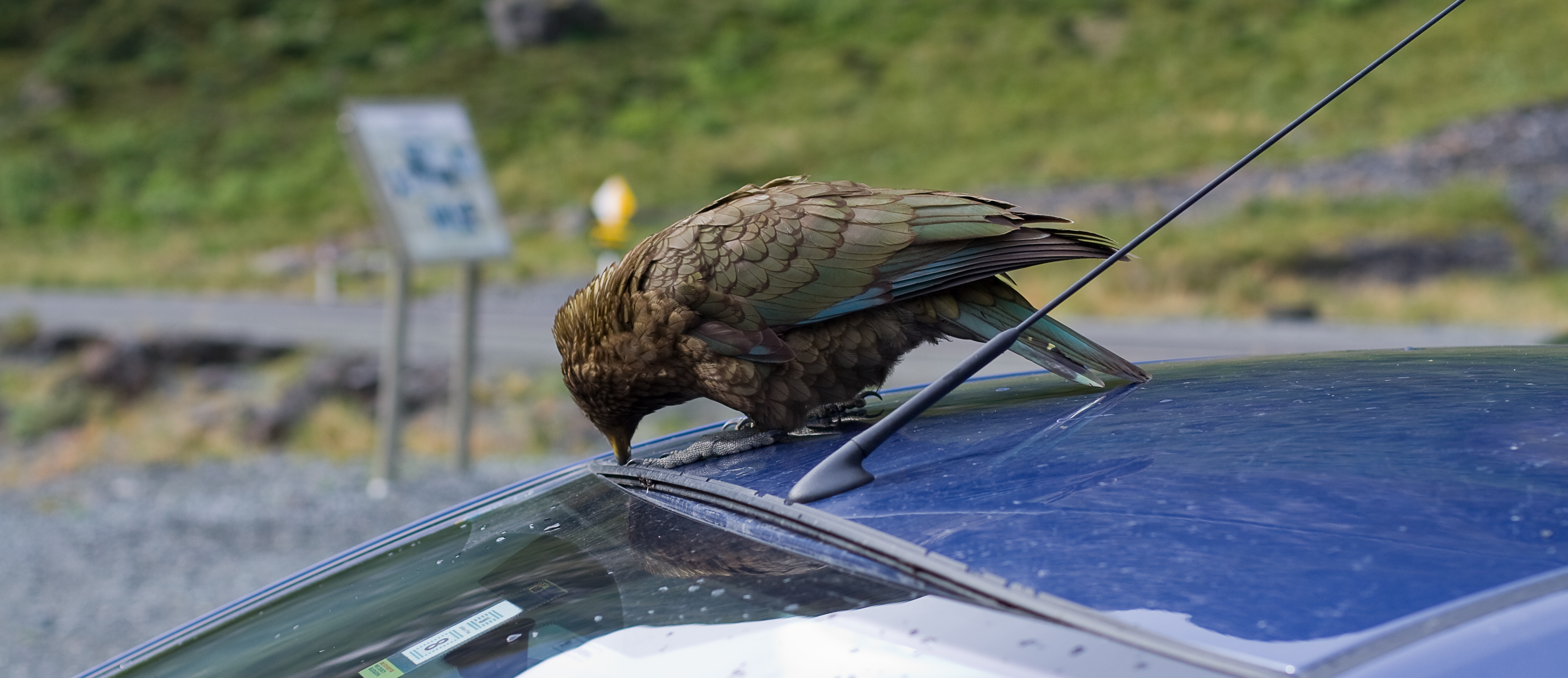
Egy kea kárt okoz a parkoló autóban

Az emberek gyakran találkoznak vad keákkal a Déli-sziget síparadicsomaiban. A keát vonzza az élelmiszer-maradékok felkutatásának lehetősége. A kíváncsiság vezeti rá őket, hogy megcsipegessék és elvigyék a nem őrzött ruhákat, vagy szétfeszítsék az autók gumi alkatrészeit – az emberi megfigyelők szórakoztatására és bosszúságára. Gyakran írják le őket „szemtelennek”. Beszámoltak egy keáról, amelyik elemelte egy skót férfi útlevelét, míg ő meglátogatta a Fiordland Nemzeti Parkot.
Vannak, akik úgy vélik, hogy a kea etetése hátrányos hatással van a madarak egészségére, és hogy a még kalóriadúsabb étrend miatt időt takarítanak meg, így több szabadidejük marad az autók, házak és egyéb emberi vagyontárgyak vandalizálására. Az elképzelés az, hogy minél több időt töltenek a madarak táplálékszerzéssel, annál kevesebb idejük marad ellopni az ablaktörlőket. A másik elképzelés, miszerint az emberi élelmiszer ártalmas a madarak egészségére, azon a feltételezésen alapul, hogy a keát olyan élelmiszerekkel etetik, amelyek egészségtelenek az emberre nézve, és ily módon az egyedülálló mindenevő papagájokra is.
Meg kell jegyezni azonban, hogy a pótlólagos szabadidő, ami a táplálékszerzés idejének csökkenéséből ered, igen nehezen bizonyítható. Természetesen nem vizsgálták, és nem bizonyították be. A különböző emberi élelmiszerek feltételezett tápértéke még emberek esetén sem bizonyított, és még kevésbé bizonyított a mindenevő papagáj esetében. A kea gyomortartalmának vagy az emberi etetések élettartam korrelált gyakoriságának hosszú távú vizsgálata, illetve más egészségügyi intézkedés lenne az első szükséges lépés annak érdekében, hogy a kiegészítő táplálékforrás állítólagos káros hatására vonatkozó állításokat lehessen tenni. Az egyes, általában a madarak etetésére használt élelmiszerekre vonatkozó feltételezések teljesen spekulatívak. Ha bármilyen kea mortalitás az élelmiszerhiányt mutatná ki, akkor a kea étrendjének kiegészítése emberi táplálékkal még előnyösnek is bizonyulhat e rendkívül veszélyeztetett faj túléléséhez. Az a tény, hogy síterepek kea populációja növekedni látszik, azt jelezheti, hogy ezek az intelligens madarak hisznek az emberi táplálék hasznosságában a túlélésük érdekében. A madarak emberekkel szembeni természetesen bizakodó magatartása közrejátszó tényezőként merült fel, számos közelmúltbeli, népszerű turisztikai helyen történt eseménykor, amikor a keát szándékosan ölték meg.

## Élettartama
A halandóság magas a fiatal keák körében, kevesebb mint 40%-uk éli túl az első évet. Egy vad, serdülő kea medián élettartama a becslések szerint 5 év, amely becslést az Artúr-szoroshoz egymást követő évszakokban visszatérő keák arányára és a környező területekre történő kivándorlás lehetővé tételére alapoztak. A helyi populáció mintegy 10%-a fogja várhatóan meghaladni a 20 éves életkort. A legöregebb ismert, fogságban tartott kea 2008-ban 50 éves volt.

## Szaporodása

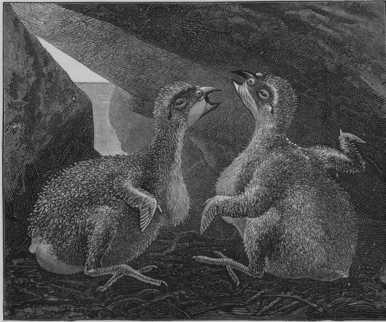
Keafiókák

Legalább egy megfigyelő számolt be arról, hogy a kea poligám, egy hím több nőstényhez csatlakozik. Ugyanez a forrás azt is megjegyezi, hogy a nőstények többségben vannak.
A keák szociálisak, és akár 13 madárból álló csoportokban is élhetnek. Az elszigetelt példányok rosszul viselik a fogságot, de jól reagálnak a tükörképeikre.
Egy vizsgálatban, a fészkelőhelyek előfordulási gyakorisága 1/4,4 km². Költőhelyeik leggyakrabban dél bükk (Nothofagus) erdőkben, meredek hegyoldalakon található. A fészkelőhelyek 1600 méterrel a tengerszint feletti, vagy még magasabban helyezkednek, ezzel a kea egyike azon kevés papagájfajnak a világon, amelyek rendszeresen töltenek időt a fahatár felett. A fészkelőhelyek általában a talajon, nagy bükkfák kőhasadékaiban, vagy gyökerek közt ásott üregekben, odúkban található. Ezekben 1–6 méter hosszúságú alagút vezet el egy nagyobb kamrába, amely zuzmókkal, mohákkal, páfrányokkal és korhadó fával van berendezve. A kea az ivarérettséget legkorábban 3 éves korában éri el. A költési időszak júliusban kezdődik, és januárig eltart. Fészekalja 2–5 fehér tojásból áll, amelyeken 21 napig kotlik. A fiatal keák 13–14 hét, más forrás szerint 94 nap, vagy ennél hosszabb idő után repülnek ki.

## Étrendje
A kea mindenevő, több mint negyven növényfajjal, bogárlárvával, más szárnyasokkal (beleértve a vészmadárfiókát) és emlősökkel (beleértve a juhot és nyulat) táplálkozik. Azt is megfigyelték, hogy feltöri a vészmadár fészkét, és elfogyasztja a fiókákat, miután meghallja őket a fészkükben. A kea előnyére fordította az emberi szemetet és az ételajándékot. Fogságban a madár kedveli a vajat, a diót, az almát, a sárgarépát, a szőlőt, a mangót, a fügét, a kenyeret, a tejtermékeket, a darált húst és a tésztát is.

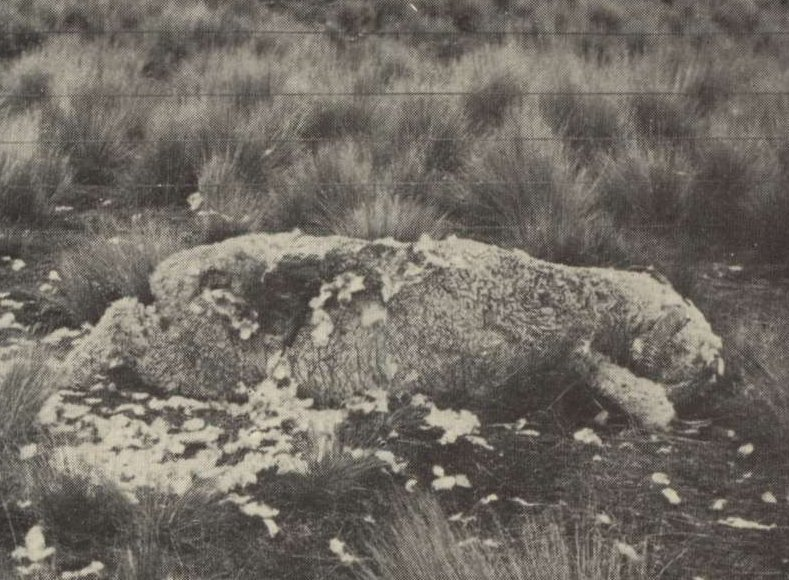
Kea által okozott seb miatt elpusztult juh teteme. A kitépdesett és szétszórt gyapjú is keára utaló jel (1907. július)

Volt egy hosszú ideje tartó vita arról, hogy a juh prédája-e a keának. Egy évtizeden belül, hogy a juhtenyésztők a magas országba költöztek, az 1860-as évek közepén szokatlan sebeket észleltek a juhok oldalán vagy a karajnál. Habár néhányan azt feltételezték, hogy ennek oka egy új betegség, de a gyanú árnyéka csakhamar a keára esett. James MacDonald, a Wanaka Station főpásztora szemtanúja volt annak, hogy egy kea 1868-ban megtámadott egy juhot; ehhez hasonló beszámolók széles körben elterjedtek voltak. A tudományos közösség kiemelkedő tagjai elfogadták, hogy a kea birkára támad, és Alfred Wallace 1889-es, darwinizmusról szóló könyvében (Darwinism) hivatkozott is erre, mint a viselkedésbeli változások jó példája. A támadások számottevő anekdotikus bizonyítékai ellenére mások továbbra sem voltak meggyőződve erről, különösen a későbbi években. Például 1962-ben, az állatspecialista J.R. Jackson arra a következtetésre jutott, hogy bár a madár megtámadhat beteg vagy sérült juhot – különösen akkor, ha összetévesztette őket elhullott példányokkal – nem jelentős ragadozó. Azonban 1993-ban videóra vették egy éjszakai támadását, amely igazolja, hogy legalább néhány kea megtámad, és táplálkozik egészséges juhokból. A videó megerősítette azt, amit sok tudós már régóta gyanított, hogy a kea erőteljes, ívelt csőrét és karmait felhasználva felszakítja a gyapjúréteget, majd az állat hátának zsírjából táplálkozik. Bár a madár közvetlenül nem öli meg a juhot, vérmérgezés által, vagy a szenvedő állat menekülése során bekövetkező balesetből akár halál is származhat.
Voltak anekdotikus jelentések arról, hogy a kea megtámad nyulakat, kutyákat, sőt még lovakat is.

## Fenyegetettsége és védelme

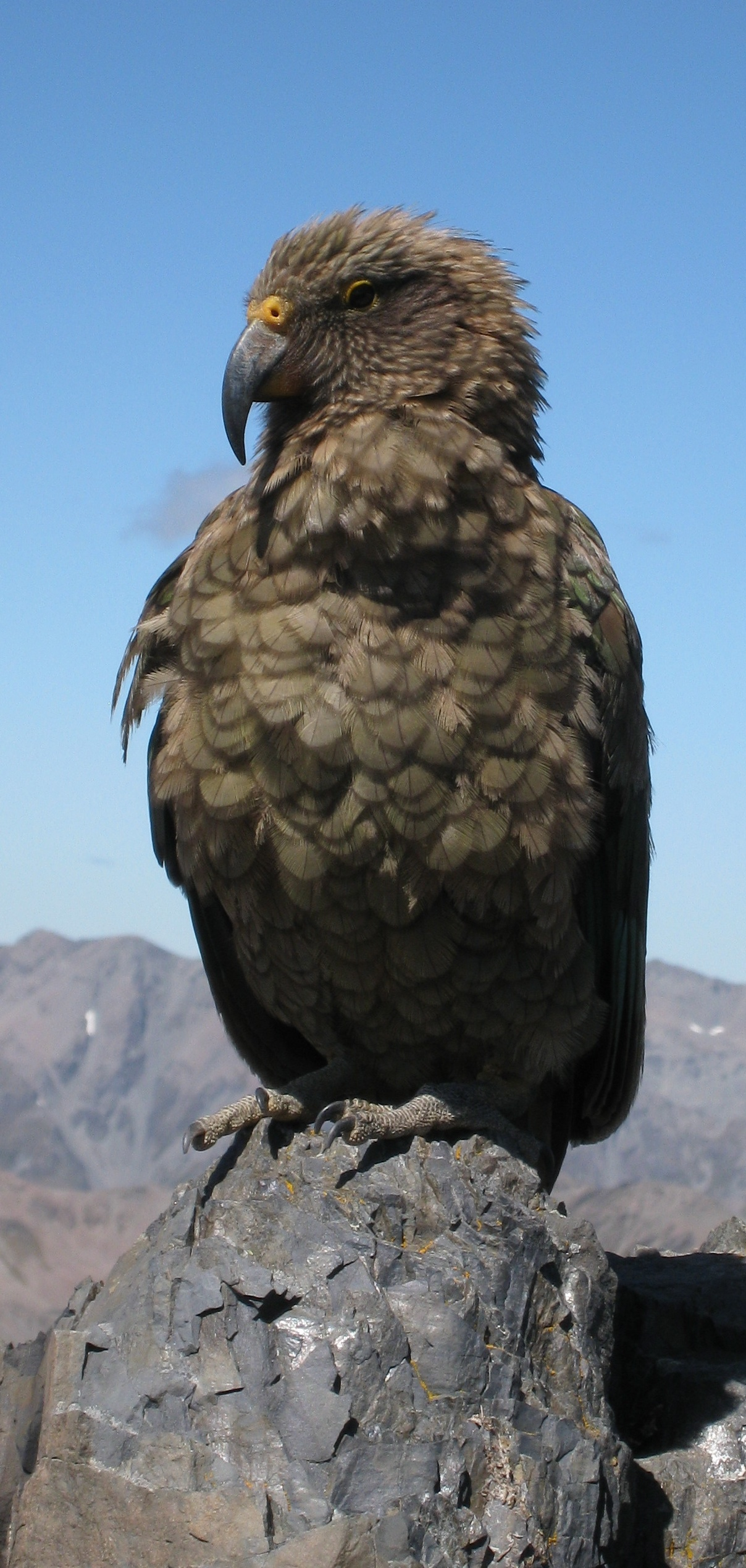
Egy Artúr-szoros felett fészkelő kea

A helyi tanácsokkal és a juhtenyésztőkkel együtt az új-zélandi kormány fejpénzt fizetett a megölt keákért, mert a madár fosztogatta az állatállományt, főként a juhokat. Úgy gondolták, hogy a vadászok csak a gazdaságokban és a tanács területein fogják megölni a keákat, ahol a jutalmat kapják, de néhányan a nemzeti parkokban és Westlandban is vadásztak rájuk, ahol hivatalosan védett volt. A fejpénz 1970-es eltörléséig az azt megelőző száz évben több mint 150 000 példánnyal végeztek. Az 1970-es években, a kea részleges védelmet kapott, miután egy összeírás 5000 madarat számlált. A kormány beleegyezett abba, hogy kivizsgál minden problémás madárról szóló jelentést, és a madarakat eltávolítják a földekről. Teljes körű védelmet csak 1986-ban kapott, amit a Wildlife Act 1953 nevű rendelkezés biztosított számára.
Egy tanulmány, amely a kea elterjedését vizsgálta a Nelson Lakes Nemzeti Parkban, a populáció jelentős csökkenését mutatta 1999 és 2009 között, aminek oka elsősorban a keatojások és fiókák zsákmányolása. A keafészkek megfigyelése céljából videokamerákat állítottak fel Dél-Westlandben, amelyek megerősítették, hogy az erszényesek megölik a kea fiókákat.
Az ólommérgezés (többnyire építőanyagokból) is jelentős oka a keák korai halálozásának. Az Aoraki/Mount Cook Nemzeti Parkban élő keákon végzett ólomtoxicitási vizsgálat azt találta, hogy a megvizsgált 38 példány mindegyikében kimutatható a vér ólomszintje, közülük 26 példány esetében ez veszélyesen magas volt. Egy további, a Massey Egyetem által, 15 halott keán 1991 és 1997 között végzett diagnosztikai patológiai vizsgálat megállapította, hogy kilenc madár esetében a vér ólomszintje okozhatta annak halálát. A Victoria Egyetem által 2008-ban végzett kutatások megerősítették, hogy a kea természetes kíváncsisága, ami lehetővé tette, hogy a faj képes legyen alkalmazkodni az extrém környezethez, megnövelheti az ólom megemésztése által bekövetkező mérgezés valószínűségét, azaz minél inkább vizsgálódó a madár viselkedése, a vér ólomszintje valószínűleg annál nagyobb.
Az invazív kártevő emlősök – mint amilyen a hermelin és a közönséges rókakuzu – szabályozására használt toxinokat is összefüggésbe hozták a kea halálozásával. Például, hét keát találtak holtan egy légi oposszumirtási műveletet követően Fox Glacierben, 2008 júliusában, és további hetet 2011 augusztusában, az Ōkārito Erdőben végzett légi irtást követően. A csapdákat szintén kockázatosnak tartják a keára nézve. 2011 szeptemberében rejtett kamerák felvették, ahogy keák csalis hermelincsapdákat törnek fel a Matukituki völgyben. A csapdák több mint 75%-a lecsapott.
Annak ellenére, hogy a faj az Új-zélandi Fenyegetettség-osztályozási Rendszerben (New Zealand Threat Classification System) nemzetileg fenyegetettként (nationally endangered) van besorolva; valamint, hogy az IUCN Vörös Listáján veszélyeztetett státuszú és törvény által védett, a keát még mindig lövik ki szándékosan. Például az 1990-es években egy Fox Glacier-i illetőségű lakos 33 keát ölt meg a gleccser parkolójában, valamint 2008-ban két keát lőttek le és tűztek fel egy jelzőtáblára Arthur Passban.
Összehangolt tenyésztéssel próbálják meg megmenteni a fajt a teljes kipusztulástól. Európában az Európai Állatkertek és Akváriumok Szövetsége felügyelete alá tartozó Európai Veszélyeztetett Fajok Programja (EEP) keretében tenyésztik a faj egyedeit.
Magyarországon a Budapesti Állatkertben, a Szegedi Vadasparkban és a Jászberényi Állatkertben láthatók.

## Fordítás
- Ez a szócikk részben vagy egészben  a   Kea című angol Wikipédia-szócikk fordításán alapul.  Az eredeti cikk szerkesztőit annak laptörténete sorolja fel. Ez a jelzés csupán a megfogalmazás eredetét és a szerzői jogokat jelzi, nem szolgál a cikkben szereplő információk forrásmegjelöléseként.